# جائزة بلجيكا الكبرى 1962
جائزة بلجيكا الكبرى 1962 هو سباق فورمولا 1 أقيم بتاريخ 17 يونيو 1962 في حلبة دي سبا فرانكورشومب، حمام معدني، بلجيكا. كان الثالث من أصل 9 في بطولة العالم لسباقات الفورمولا واحد موسم 1962. حلّ البريطاني جيم كلارك أولا بينما جاء البريطاني غراهام هيل في المركز الثاني وحصل على المركز الثالث الأمريكي فيل هيل.